# Kish, Iran
Kish este un oraș din Iran.